# Anne Sophie Callesen
Anne Sophie Callesen, née le 25 décembre 1988 à Aarhus (Danemark), est une femme politique danoise, membre du Radikale Venstre.

## Biographie
Anne Sophie Callesen commence en 2009 des études en sciences politiques à l'université de Copenhague, dont elle obtient une licence en 2012. En 2013, elle obtient un diplôme en études moyen-orientales et méditerranéennes au King's College de Londres. Elle revient ensuite à l'université de Copenhague, où elle obtient une maîtrise en sciences politiques en 2015. Après ses études, elle travaille comme consultante à l'Institut des accréditations, l'organe chargé d'accréditer les programmes d'enseignement supérieur. En 2017, elle devient administratrice à l'Agence danoise pour l'éducation et la qualité et, en 2019, devient consultante pour l'université de Roskilde.
Engagée au sein de Radikale Venstre, elle est élue députée au Folketing lors des élections législatives de juin 2019 dans la circonscription du Jutland de l'Est.
Le 7 octobre 2020, après que Morten Østergaard ait démissionné de son poste de leader de Radikale Venstre, elle soutient la candidature victorieuse de Sofie Carsten Nielsen lors du vote du groupe parlementaire pour élire son successeur.
Candidate à un second mandat lors des élections législatives de novembre 2022, cette fois-ci dans la circonscription de Seeland, elle échoue à être réélue, alors que son parti perd la moitié de ses sièges lors du scrutin. Après la fin de son mandat, elle rejoint Danske HF & VUC, l'association regroupant les centres d'éducation pour adultes du Danemark.
En juin 2023, elle annonce briguer la place de tête de liste de son parti pour les élections européennes de 2024. Lors du congrès du parti en septembre, elle est battue lors du vote de désignation par Sigrid Friis Frederiksen, l'ancienne présidente de la branche de jeunesse du parti. Elle figure tout de même sur la liste de son parti pour le scrutin du 9 juin, mais n'est pas élue, le mouvement ne remportant qu'un seul siège.
En juillet 2025, elle rejoint l'ONG Save the Children.